# Biserica de lemn din Câlcești

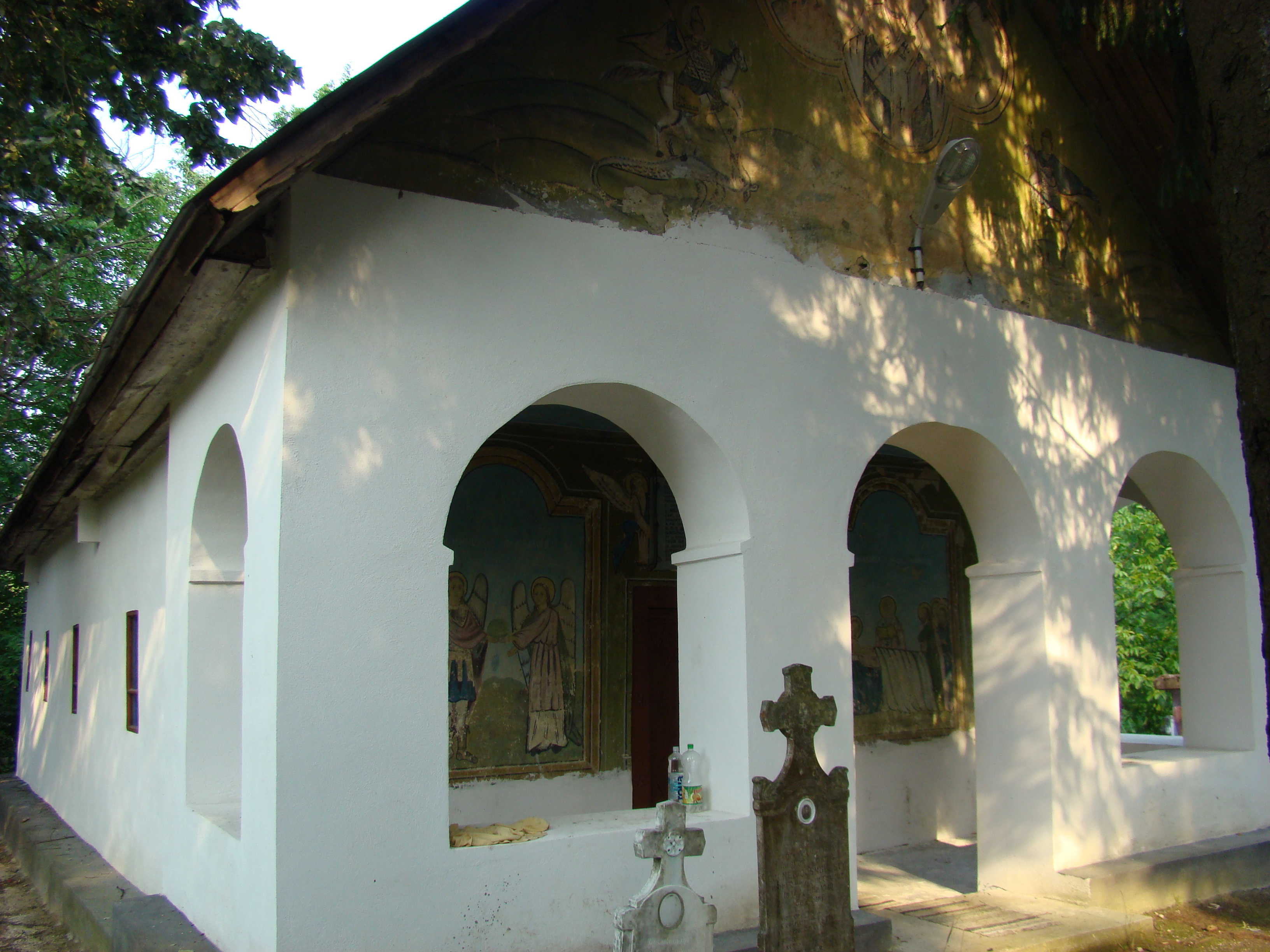
Biserica de lemn „Sfântul Nicolae” din Câlcești, comuna Godinești, județul Gorj, foto: iunie 2010.

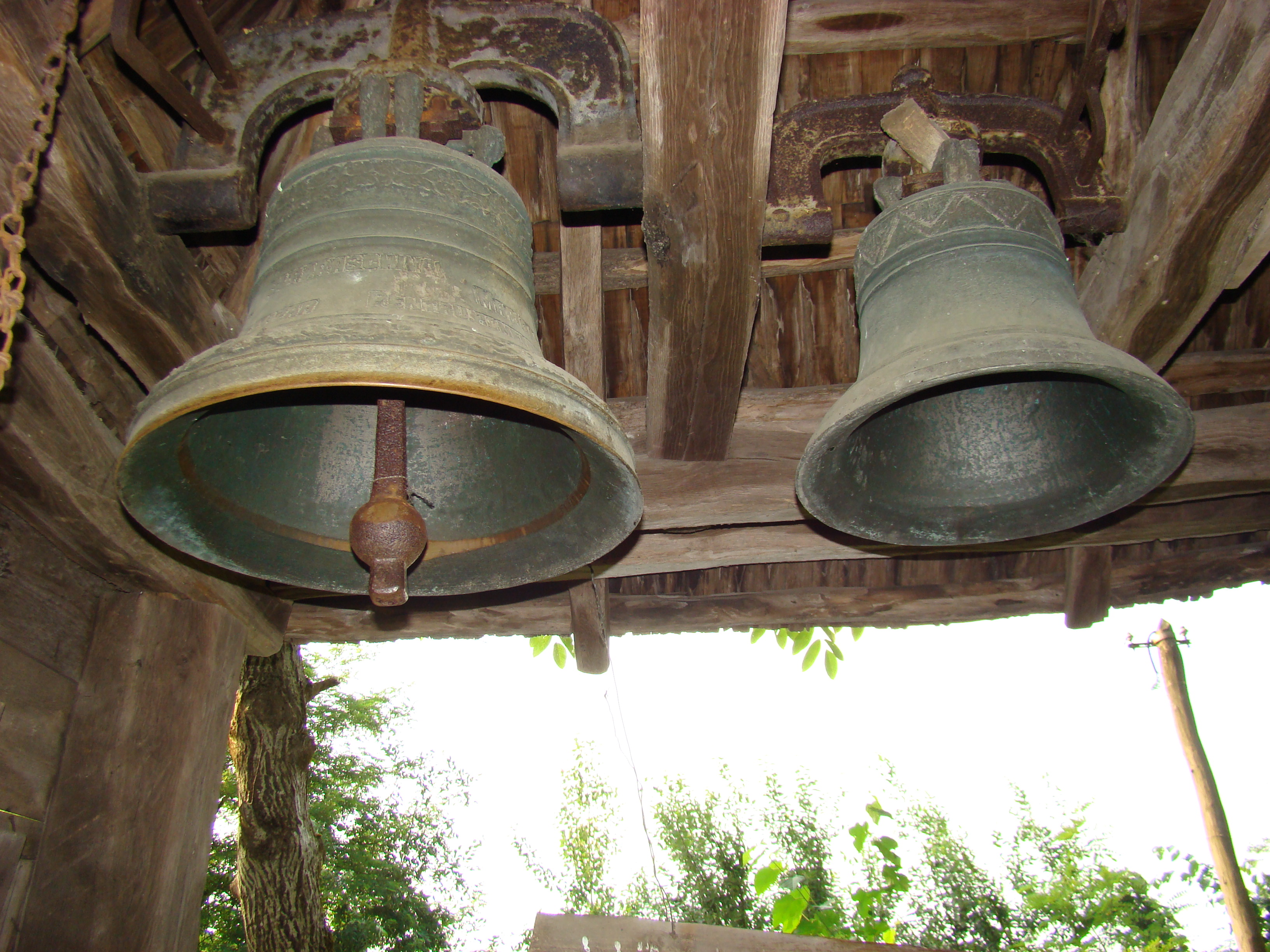

Biserica de lemn din Câlcești, comuna Godinești, județul Gorj, a fost construită în 1888. Are hramul „Sfântul Nicolae”. Biserica nu se află pe noua listă a monumentelor istorice.

## Istoric și trăsături
Biserica, cu hramul „Sfântul Nicolae”, a fost construită în anul 1888 cu ajutorul creștinilor din satul Câlcești și din comunele vecine, ctitorul principal fiind preotul I.Boculescu, parohul de atunci. A fost sfințită în 1890 de către Episcopul Noului Severin, Ghenadie Enăcescu. A fost acoperită cu tablă în 1960. A fost renovată în 1982, iar pictura a fost realizată de Ion Oprișan.

## Imagini din exterior

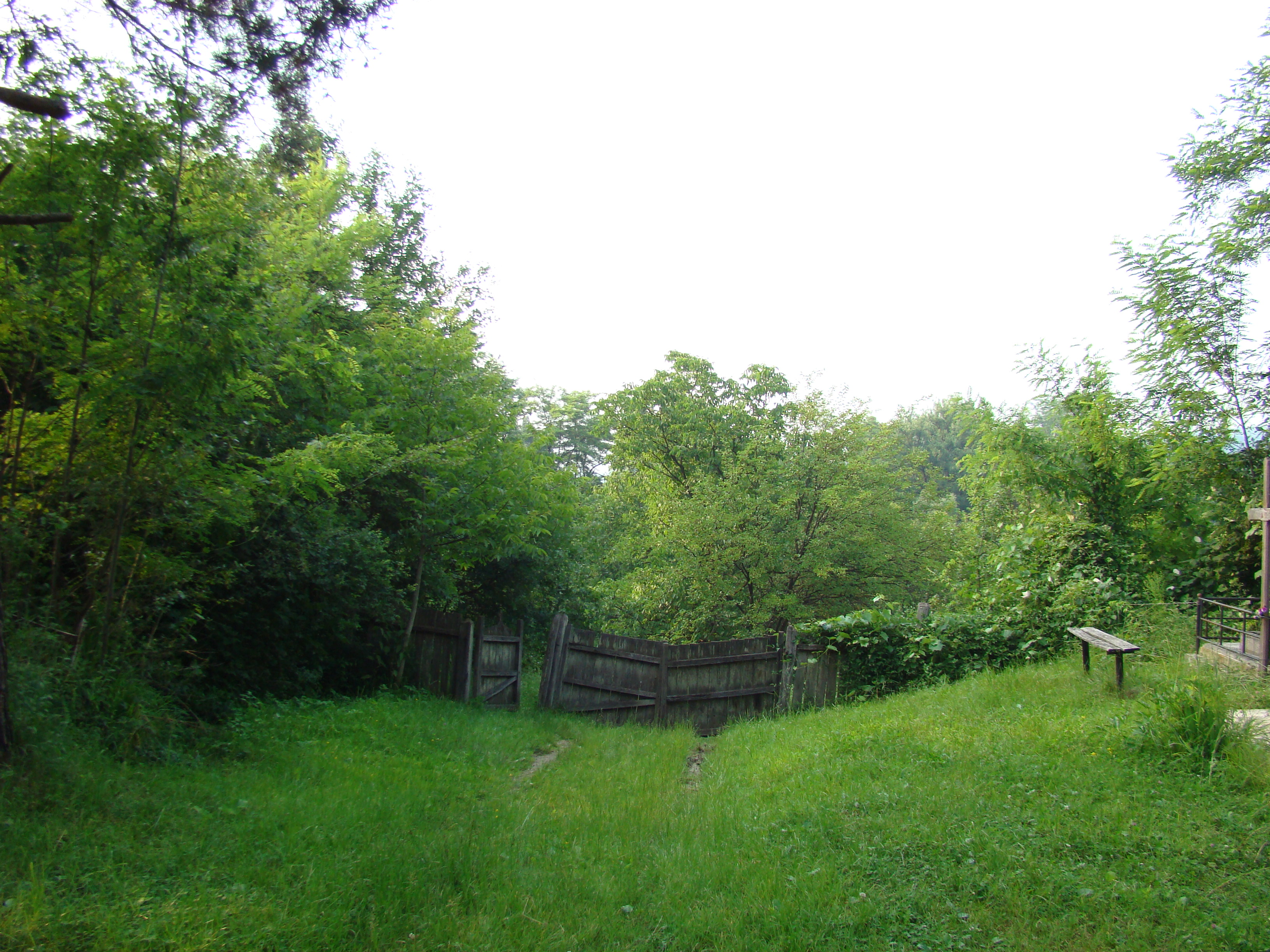
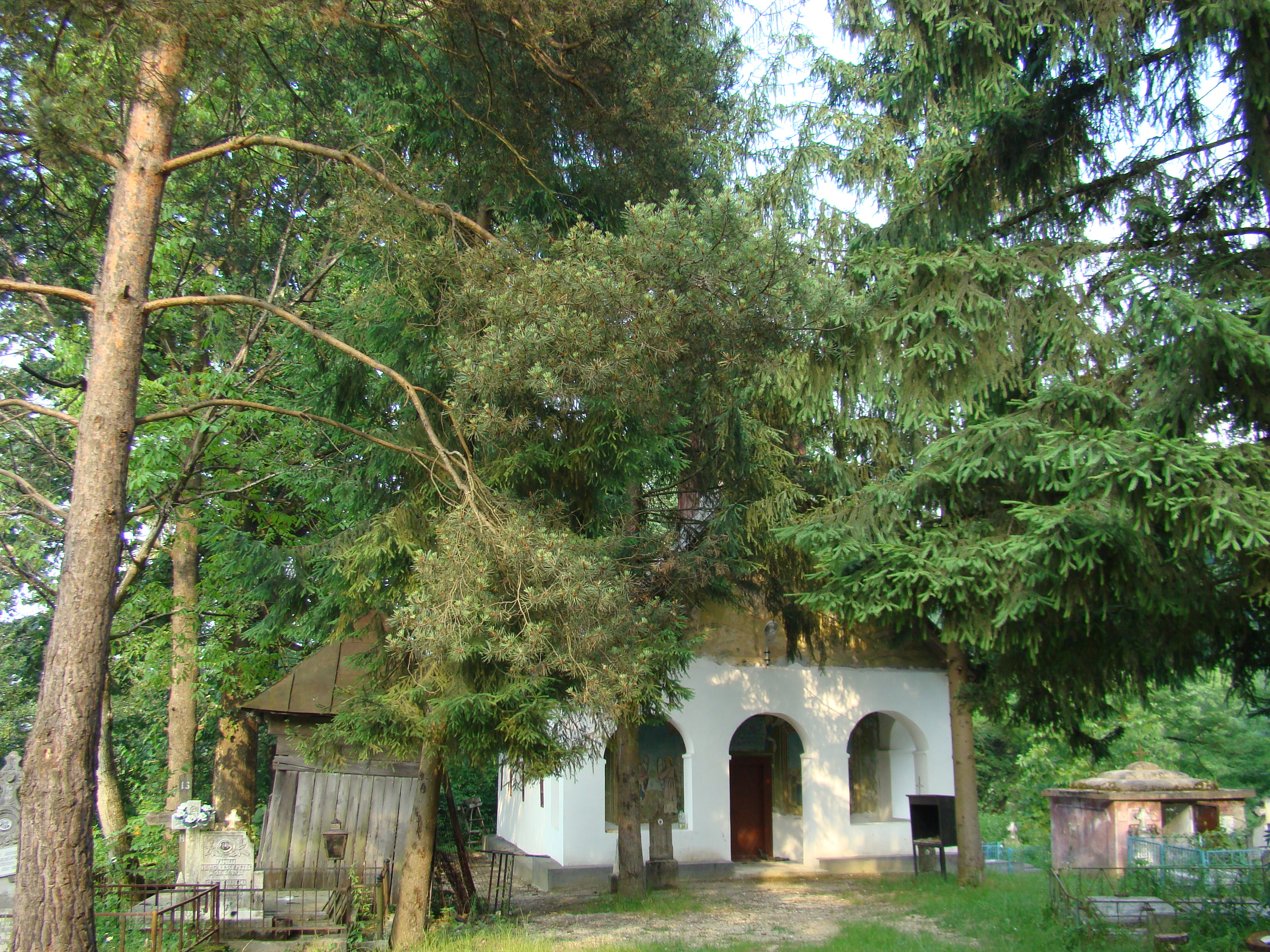
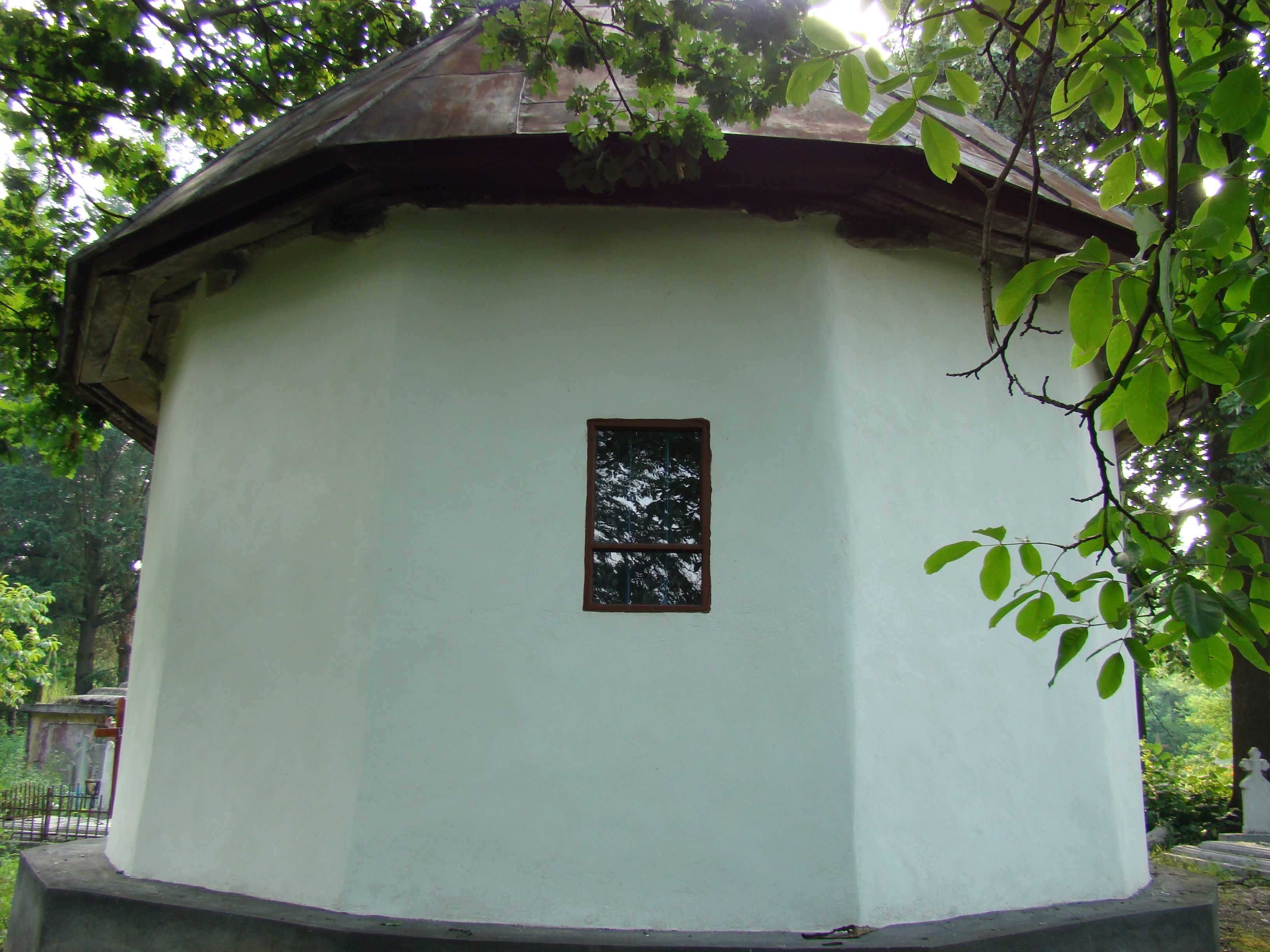
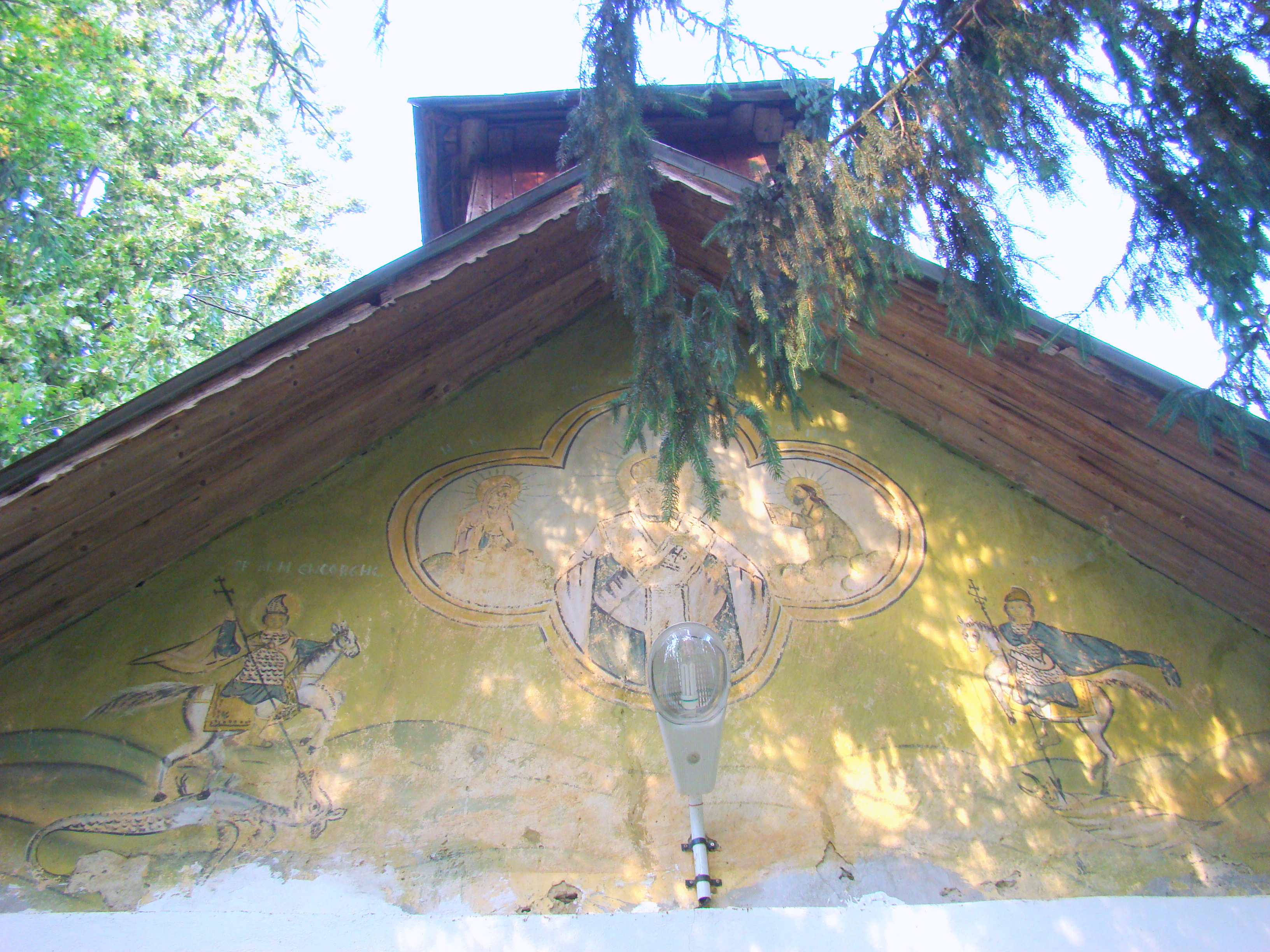
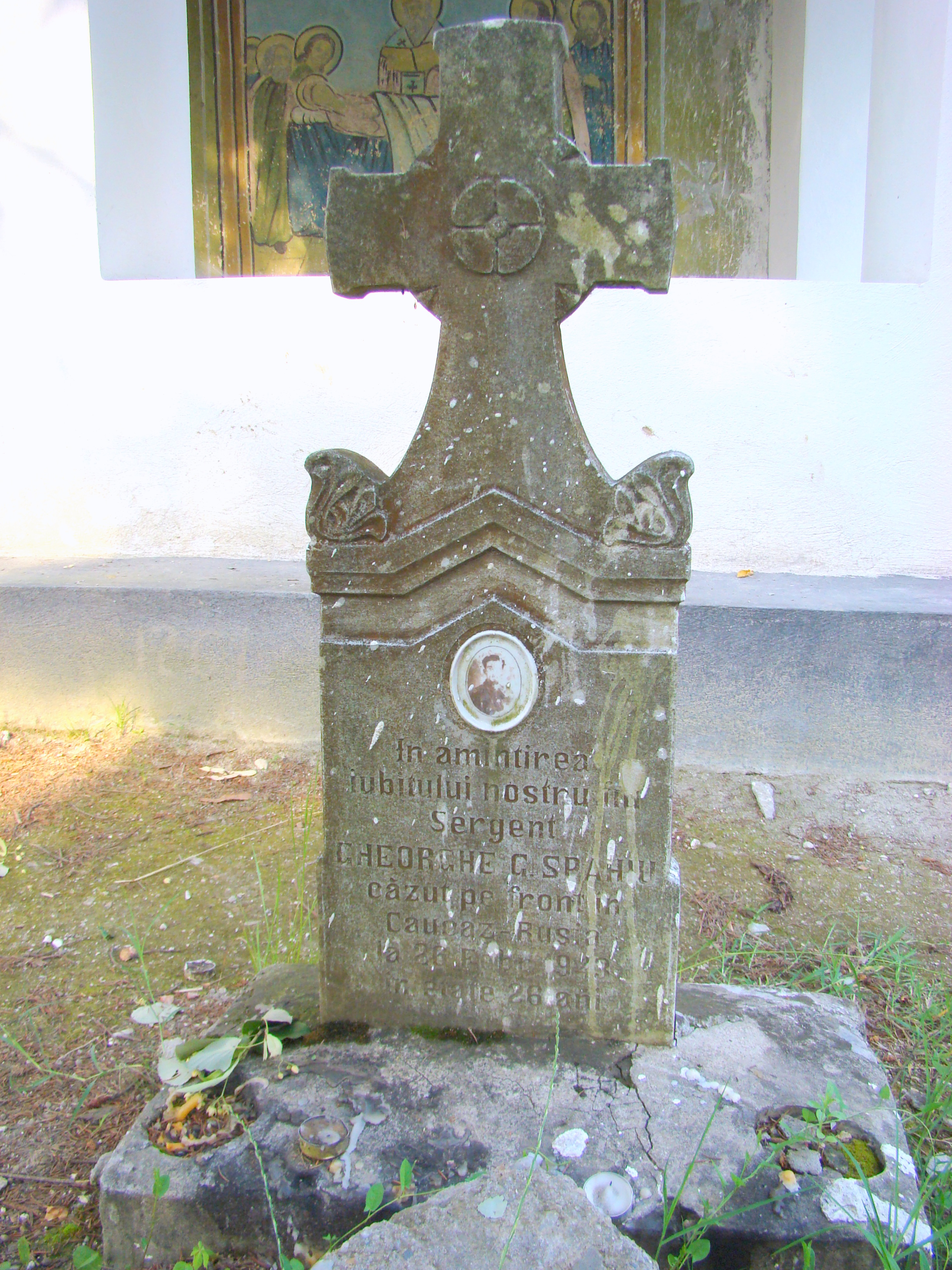
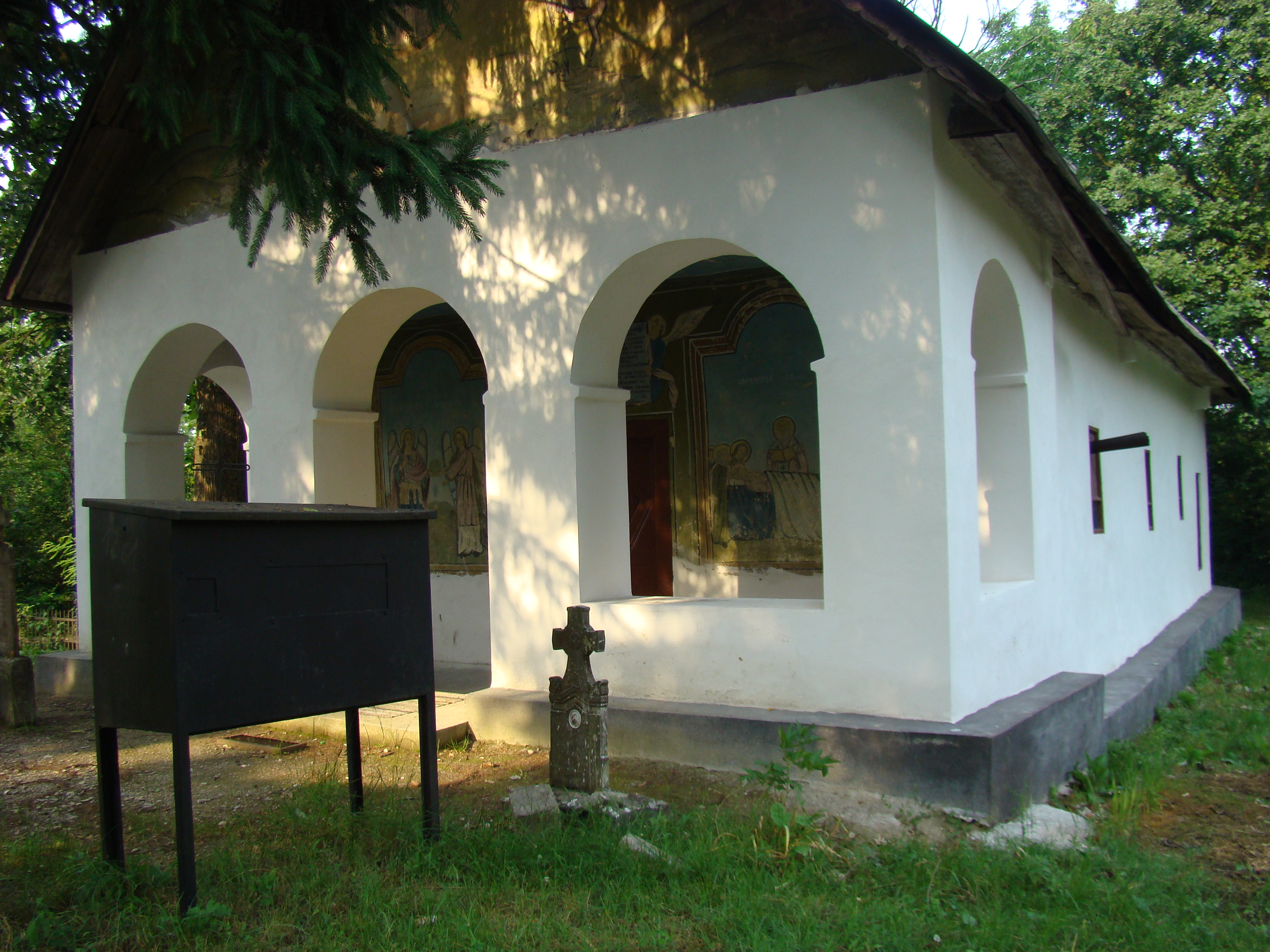
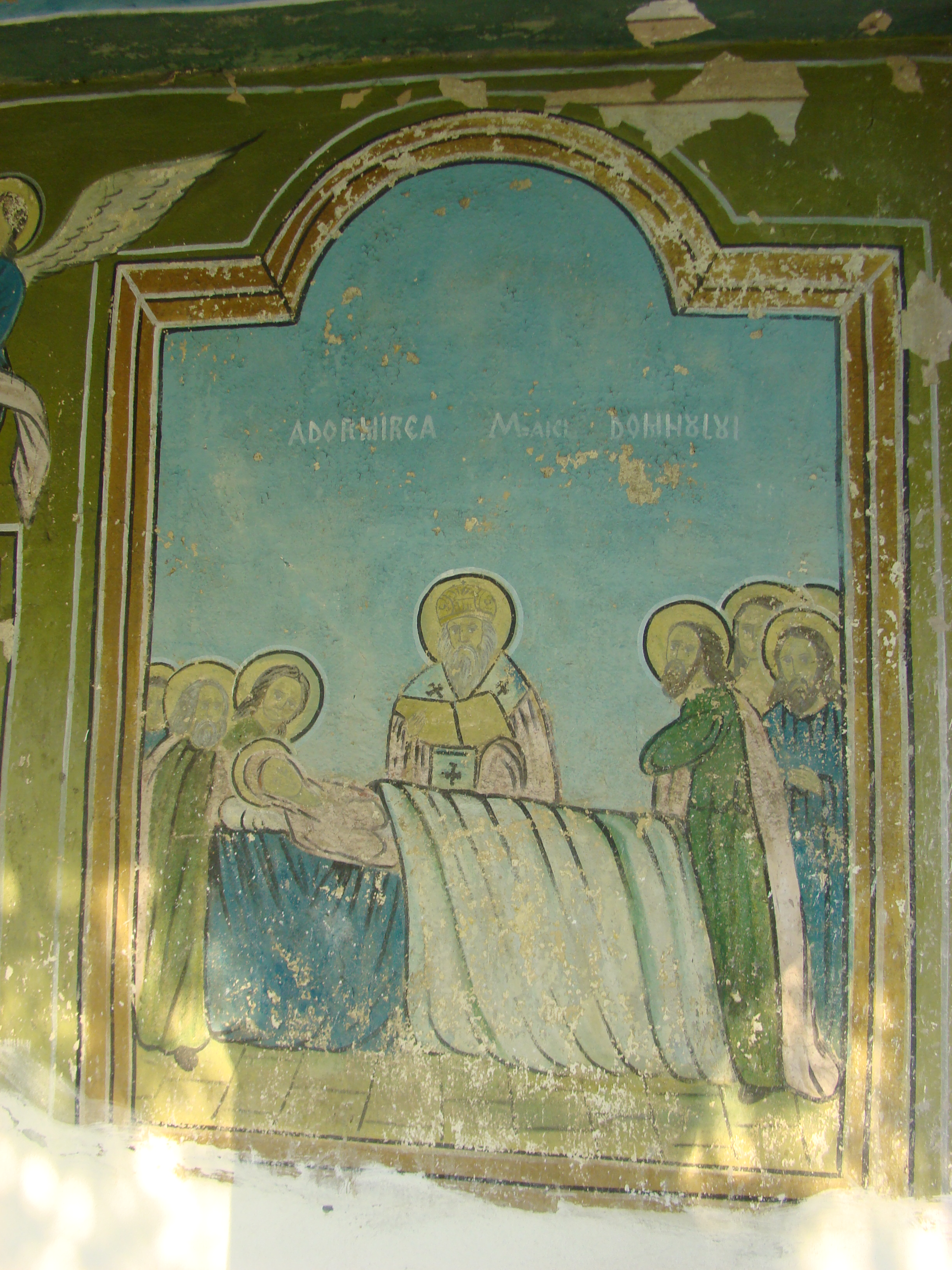
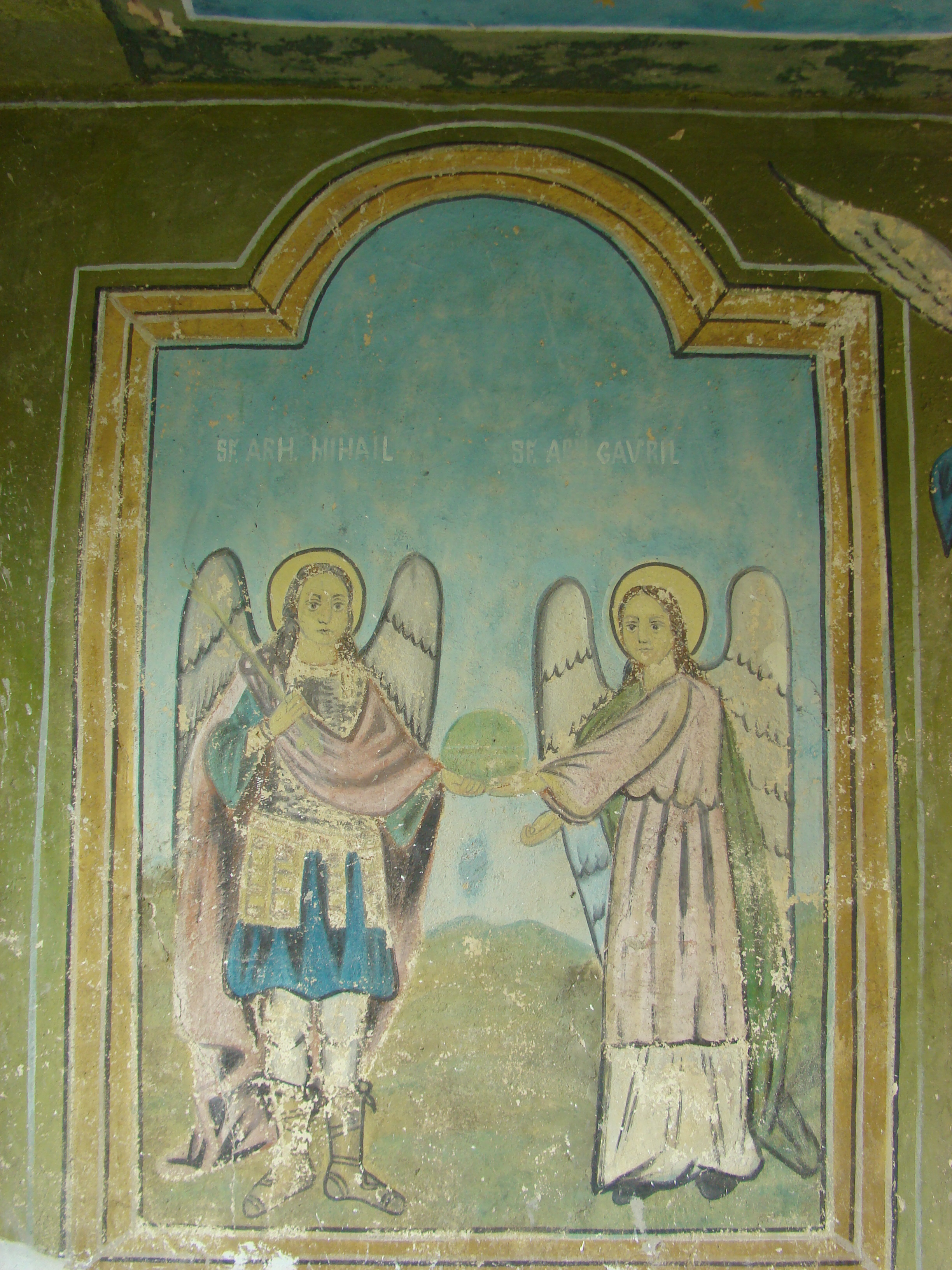